# Jak Ťuk a Bzuk nechtěli, aby pršelo
Jak Ťuk a Bzuk nechtěli, aby pršelo je český animovaný televizní seriál z roku 1994 vysílaný v rámci večerníčku. Jednalo se o volné pokračování seriálu Jak Ťuk a Bzuk putovali za sluníčkem z roku 1978. Režie byla v tomto případě svěřena Karlu Trlicovi. Pohádky namluvil Vlastimil Brodský. Bylo natočeno 7 epizod po 9 minutách.

## Obsah
Dva malí čmeláčci, Ťuk a Bzuk, mají zase starosti s počasím. Vadí jim, že na jejich louku prší. A tak se znovu vydávají do světa, aby našli toho, kdo za to může. Moudrá včelka Alka odhalí malým poutníkům nejedno tajemství přírody a s její pomocí čmeláčci konečně pochopí, že bez deště by všechno na jejich krásné louce uschlo a zvadlo.

## Seznam dílů
1. Vítr
2. Vlaštovka
3. Krtek
4. Žába
5. Žížala
6. Střecha
7. Mrak